# 日野駅 (滋賀県)
日野駅 （ひのえき）は、滋賀県蒲生郡日野町内池にある近江鉄道本線（水口・蒲生野線）の駅である。駅番号はOR32。

## 歴史
近江鉄道本線が、八日市 - 日野間を1900年（明治33年）に開業した際に、当駅は開設された。当時、近江鉄道では建設費用を抑えるために、駅を郊外に設置する方針であったが、地元ではより町中心部に近い場所への設置を求めて陳情を行ったという記録が残されている。1916年（大正5年）に、待避線を設置する工事のために駅舎が改築され、その費用の57パーセントを地元の住民が負担したほか、必要となる土地も地元の村が買収した上で近江鉄道に寄付した。
近江鉄道本線の中でも輸送量の少なかった八日市 - 貴生川間で、費用の節減を狙って1986年（昭和61年）からLE-Carと称するレールバスの運行を開始したため、日野駅構内にレールバスの車庫と給油・給水施設が設置された。しかしレールバスは整備に費用が掛かる傾向にあり、また輸送力が不足していたことからラッシュ時に電車の運行が残されていたこともあり、1996年（平成8年）にレールバスの運行は終了となり、全列車が電車による運行に戻された。
築100年以上経過し、老朽化が進んできた駅舎の取り壊しが検討されるようになってきたが、地元の日野町では駅舎は町の宝であるとして保存のための予算を計上するとともにふるさと納税制度やクラウドファンディングによる資金も合わせて約7,300万円を投じ、耐震補強の実施や、タクシー乗務員待合室に使われているスペースに観光案内所やカフェスペースを設けるなどの改修事業を実施する方針となり、2017年（平成29年）8月1日にまず駅務部分が供用開始、10月1日にカフェ併設の観光交流施設「なないろ」がオープンした。さらに、上り線ホームに1965年（昭和40年）に建てられた木造の待合所も老朽化が深刻であったことから、日野町がふるさと納税と国の交付金を合わせて2,204万円を集めて近江鉄道に補助金として交付し、建て直しが行われて2019年（平成31年）2月28日に供用開始された。
さらに、定期券の販売所であった場所を改修して約20平方メートルの日野駅鉄道ミュージアム（鉄道資料展示室）が2020年（令和2年）5月31日に開設された。駅の歴史の紹介や備品類の展示がされるとともに、駅舎の外には貨車を移動させるタッグローダーという機械を補修して展示している。駅舎の修繕工事から展示室の整備までを合わせた総費用は約1億3,700万円で、そのほとんどはふるさと納税やクラウドファンディングによる資金で賄った。

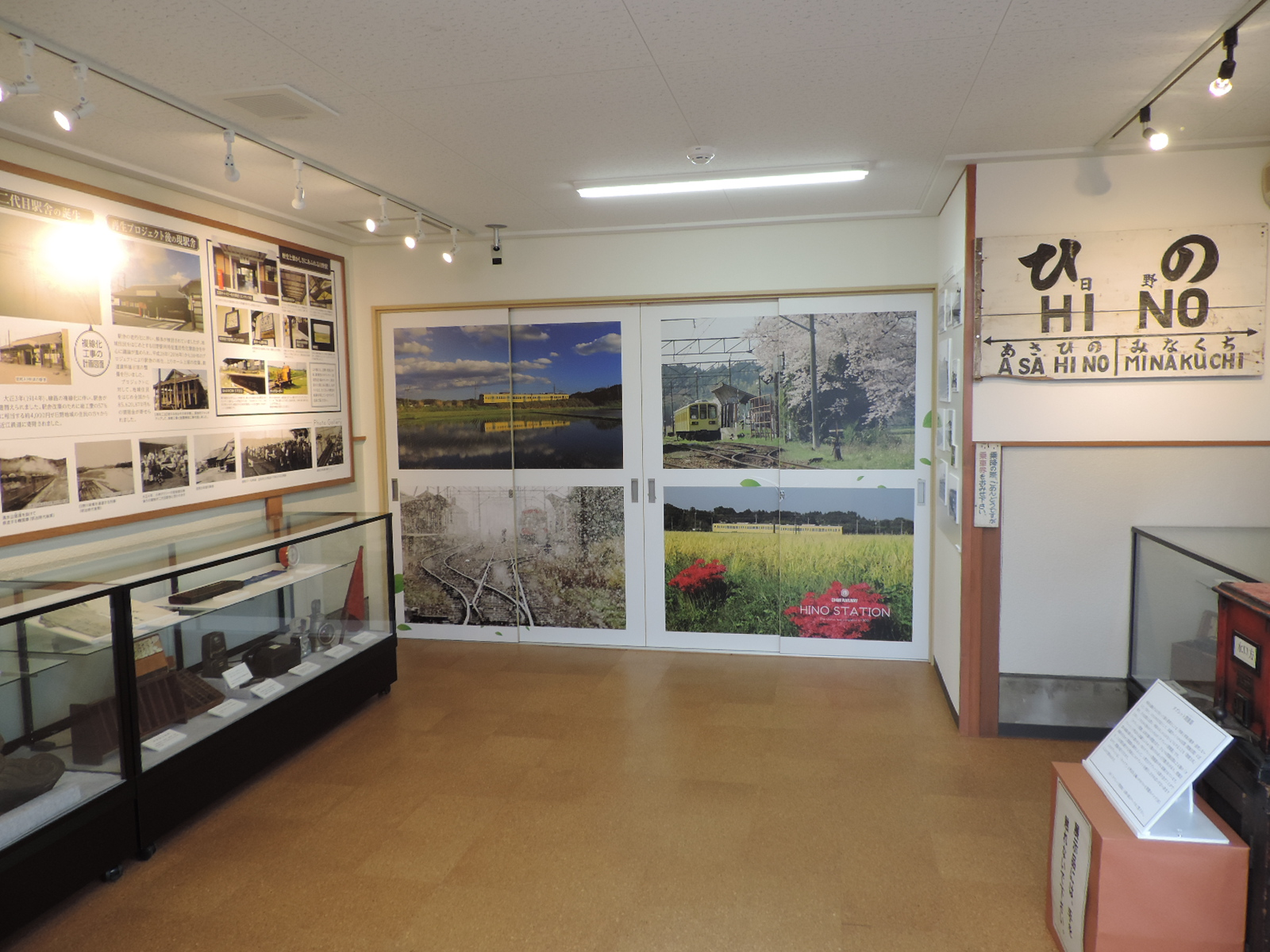
日野駅鉄道ミュージアム
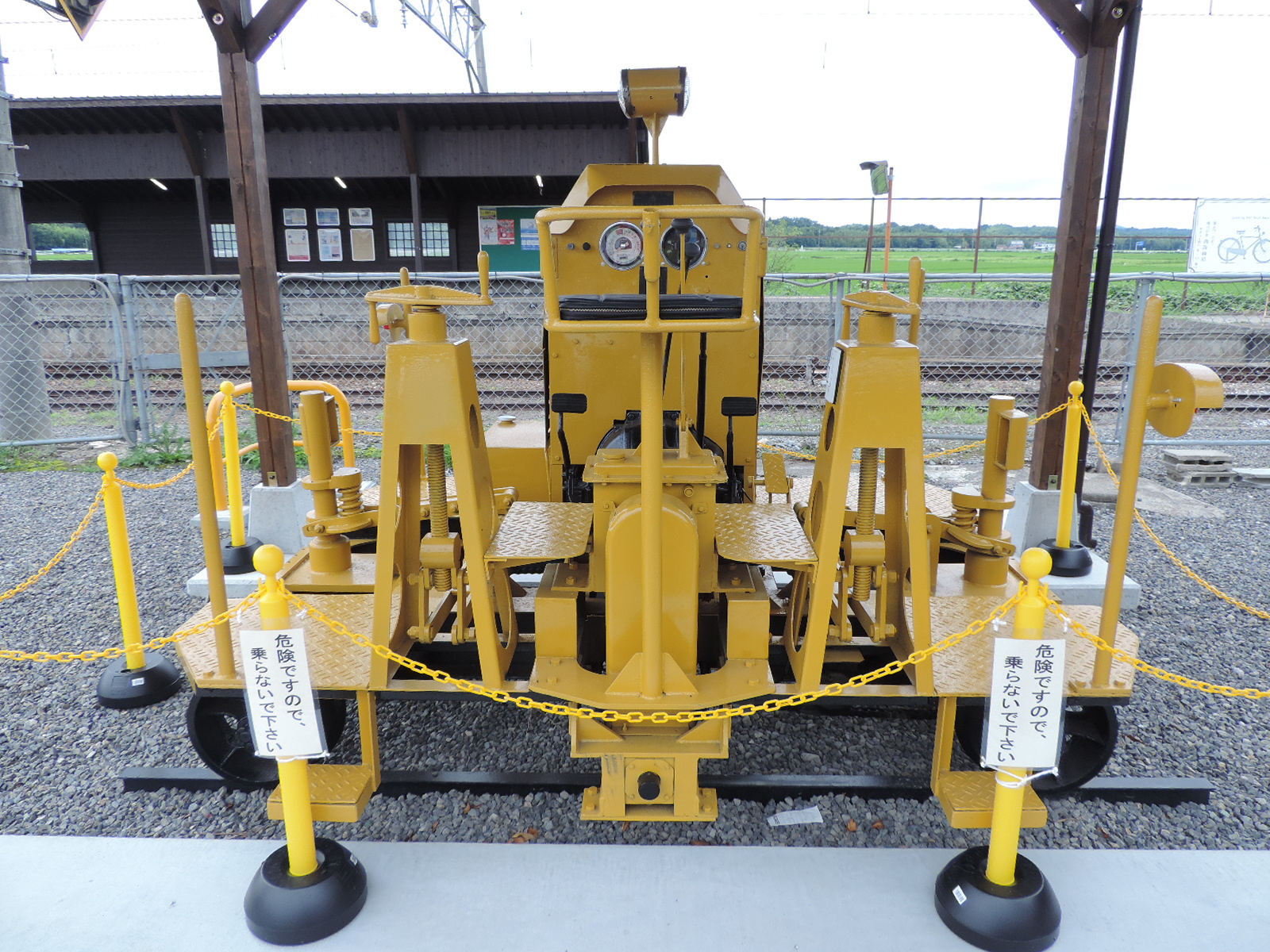
タッグローダー（2020年7月、駅舎の横で展示）

### 年表
- 1900年（明治33年）
  - 10月1日：八日市駅 - 当駅間の開通に伴い設置。
  - 12月28日：当駅 - 貴生川駅間の開通に伴い、途中駅となる。
- 1916年（大正5年）：待避線を設置する工事に伴い駅舎改築[2]。
- 1965年（昭和40年）：上り線ホームに待合所が建設される[7]。
- 1972年（昭和47年）10月：貨物取り扱いを廃止[10]。
- 2017年（平成29年）
  - 8月1日：駅舎再生工事のうち、駅務部分の使用開始[5]。
  - 10月1日：新駅舎および観光案内交流施設「なないろ」が完成[6][11]。
- 2019年（平成31年）2月28日：上り線ホーム待合所の建て直し工事が完成し、供用開始[7]。
- 2020年（令和2年）5月31日：定期券販売所跡に鉄道資料展示室開設[8][9]。

## 駅構造
相対式ホームの間に中線を挟んだ2面3線の地上駅で、ホームは千鳥配置となっており、中線が一線スルーとなる配線である。なお、駅舎は東の1番線（下り線のりば）側にある。反対側の2番線（上り線のりば）へは、遮断機の付いた構内踏切で連絡している。当駅は近江鉄道の主要な駅（主管駅）の1つであり、平日は朝夕、休日は午前中のみ有人駅となる。

### のりば
| 番線 | 路線                     | 方向 | 行先       |
| ---- | ------------------------ | ---- | ---------- |
| 1    | ■本線 （水口・蒲生野線） | 下り | 貴生川方面 |
| 2    | ■本線 （水口・蒲生野線） | 上り | 米原方面   |

付記事項
- 両のりばへの場内信号機を設けているため、逆方向へ入線することはできる。しかし、出発信号機は「方向・行先」と記した方しかないため、逆方向への出発はできない。
- 当駅 - 貴生川駅間において、朝と夜に当駅を始発・終着とする列車の設定がある。
- 当駅 - 水口松尾駅との駅間距離は4.9 kmあり、近江鉄道線内では最も長い。水口松尾駅が開業する前の隣の駅は水口駅であったが、さらに1.1 km長い6.0 kmも離れていた。

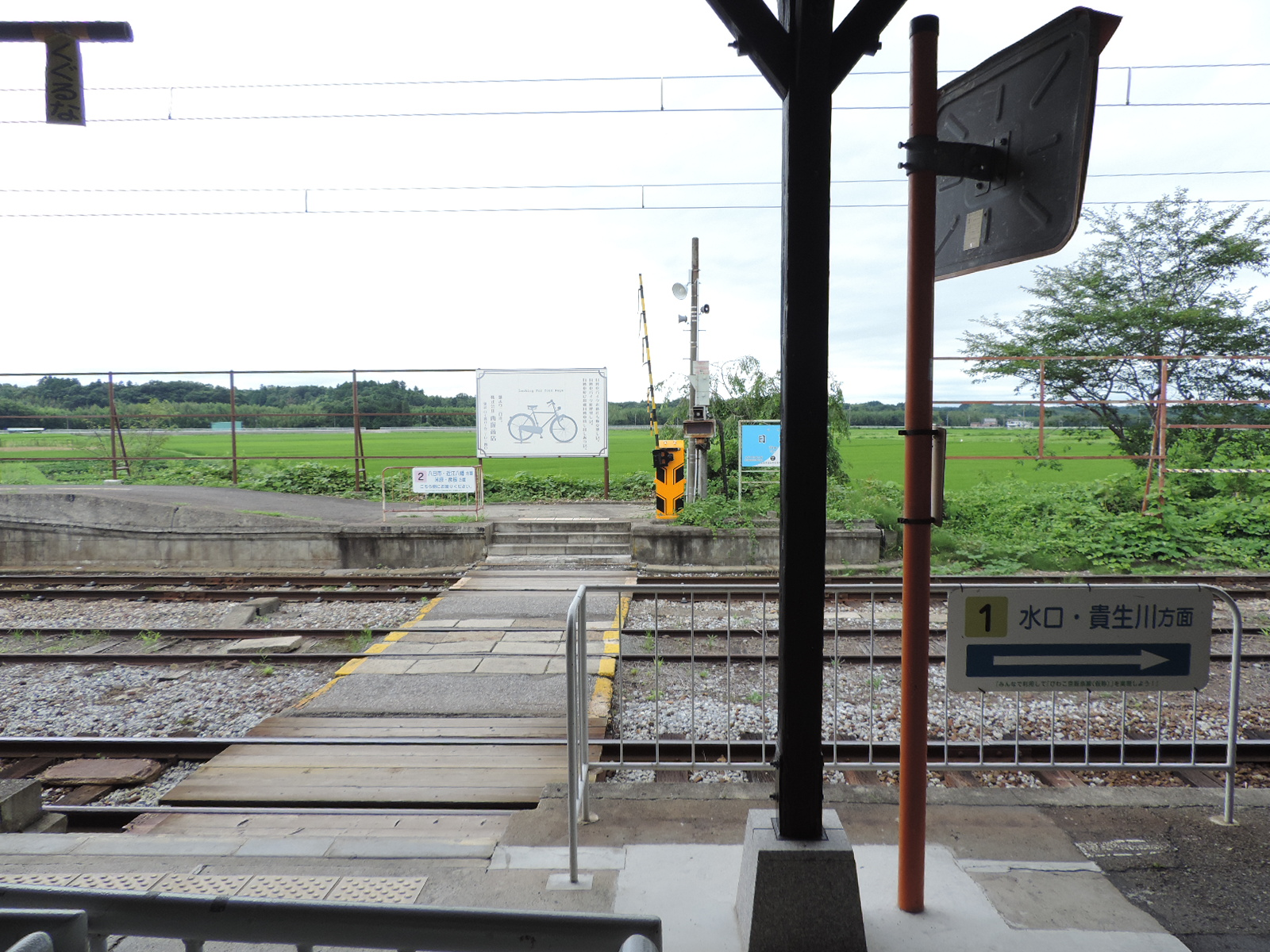
構内踏切（2020年7月）
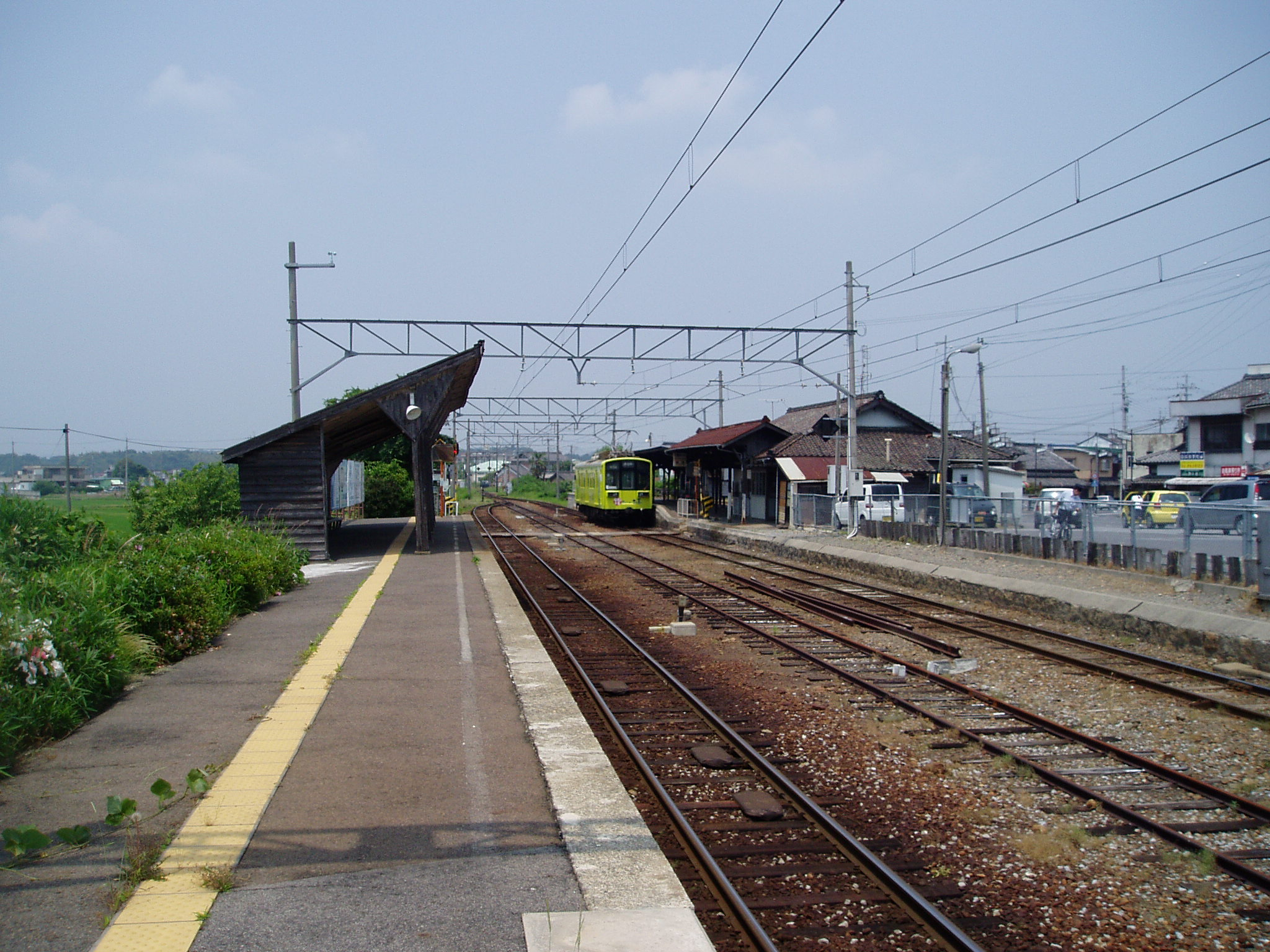
構内（2006年6月）
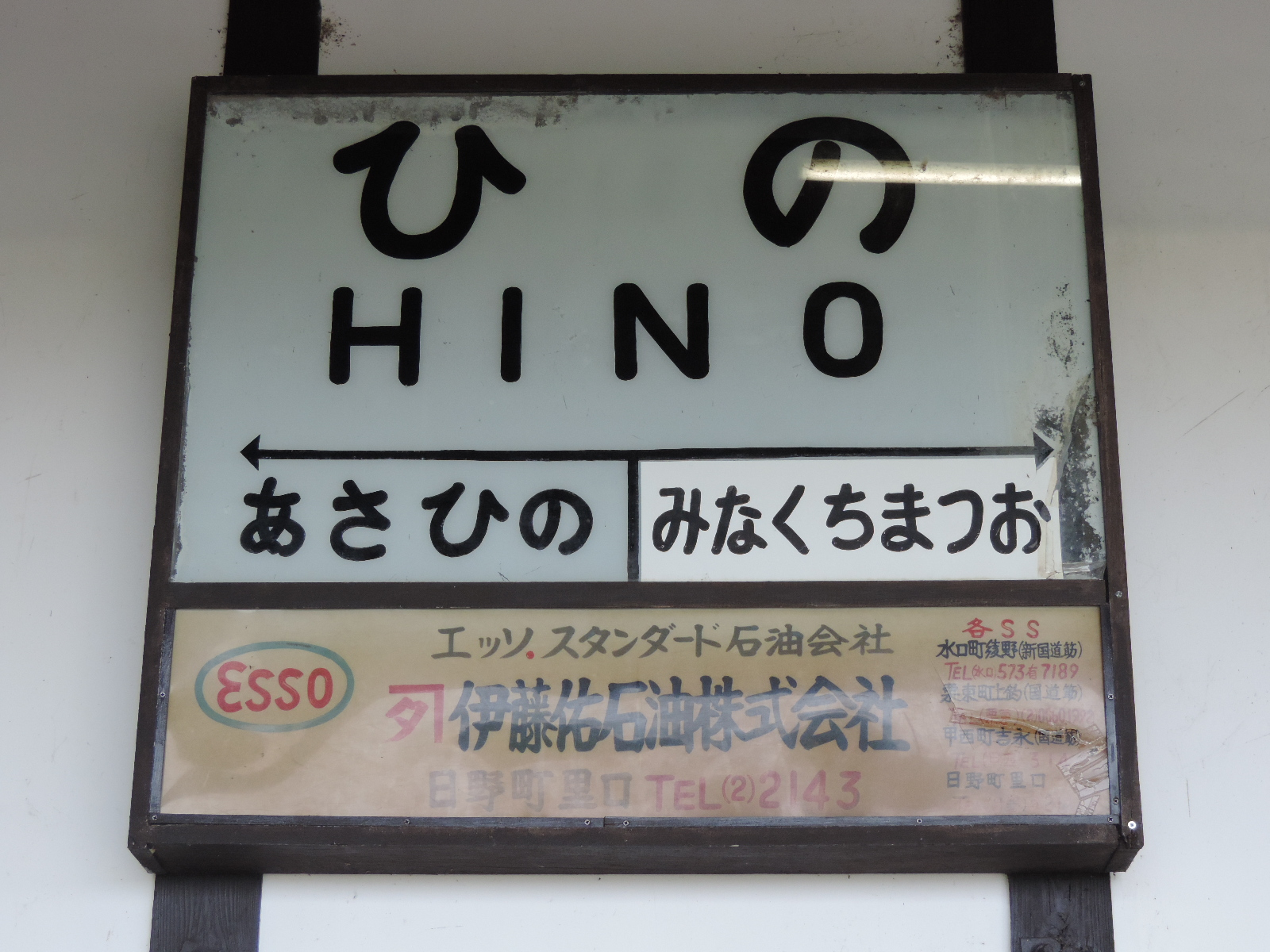
駅名標（2020年7月、駅舎側）

### 駅舎
1900年（明治33年）開業以来のものであると考えられてきたが、1916年（大正5年）に待避線増設工事のために改修工事を受けていたことが判明した。なお、私鉄最古の現役駅舎とされ、2016年（平成28年）1月に役目を終えた南海電鉄浜寺公園駅の駅舎は1907年（明治40年）築であり、日野駅も現役最古級である。
2015年（平成27年）12月、近江鉄道は駅舎解体を検討中と日野町に伝えたが、町長（当時）の藤沢直広は日野の宝として現駅舎の保存に向けて近江鉄道と協議を進めていると、2016年（平成28年）3月に町議会で明らかにした。 その後の駅舎再生工事を経て、2017年（平成29年）10月に観光案内交流施設「なないろ」として供用が開始された。なお、復元改修前と改修後では、出札窓口の位置が変更されている。現在、観光交流施設の「なないろ」がある部分が改修前は駅事務室や出札窓口だった。
上り線ホームには1965年（昭和40年）建築の待合施設があり、付近の田園地帯を見渡せる窓があることから人気を集めていたが、老朽化が深刻であったことから2018年（平成30年）6月から建て直し工事が行われ、2019年（平成31年）2月28日に新しい全長約18メートルの木造上屋が供用を開始した。

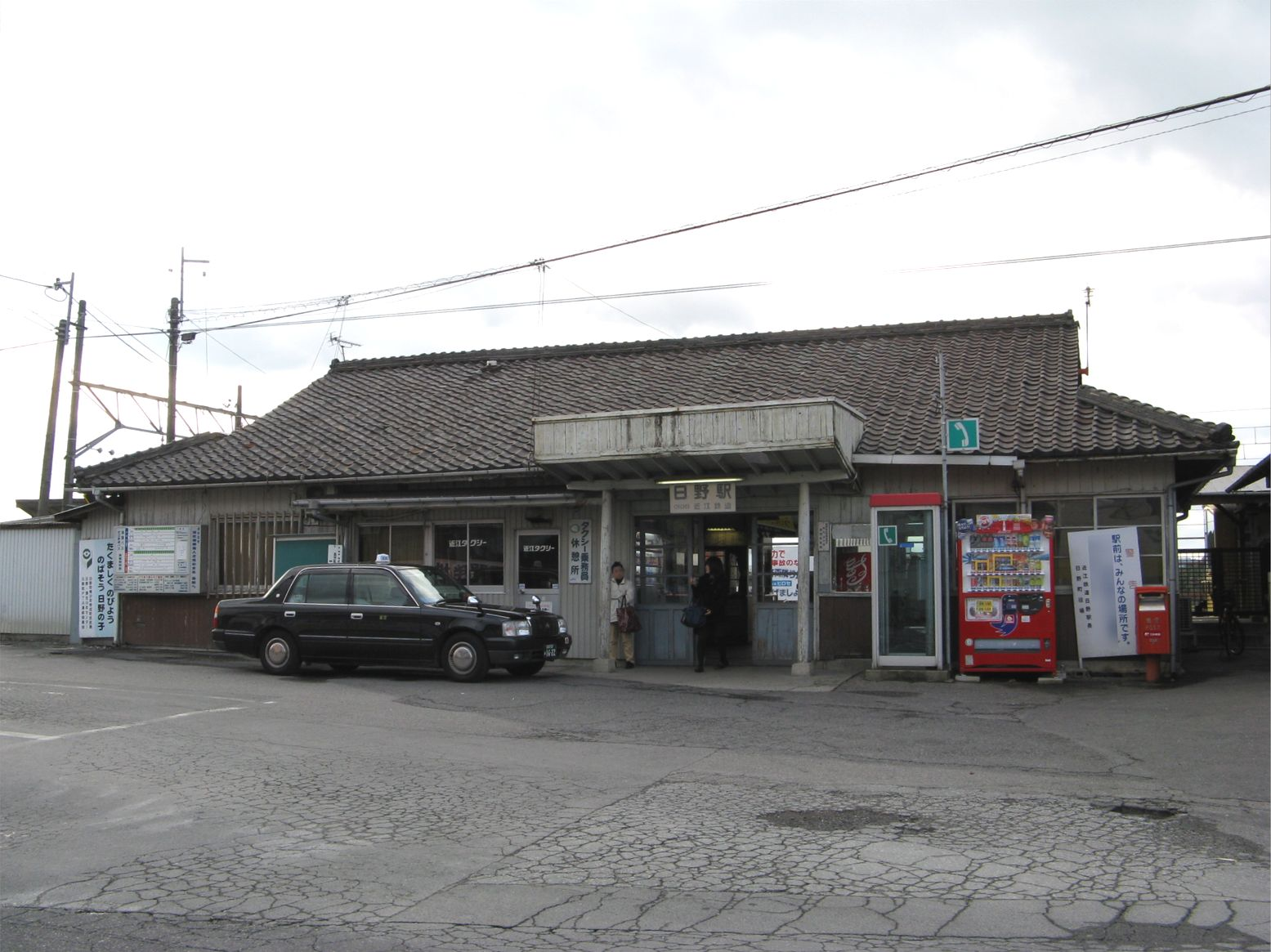
駅舎（2008年、改修前）
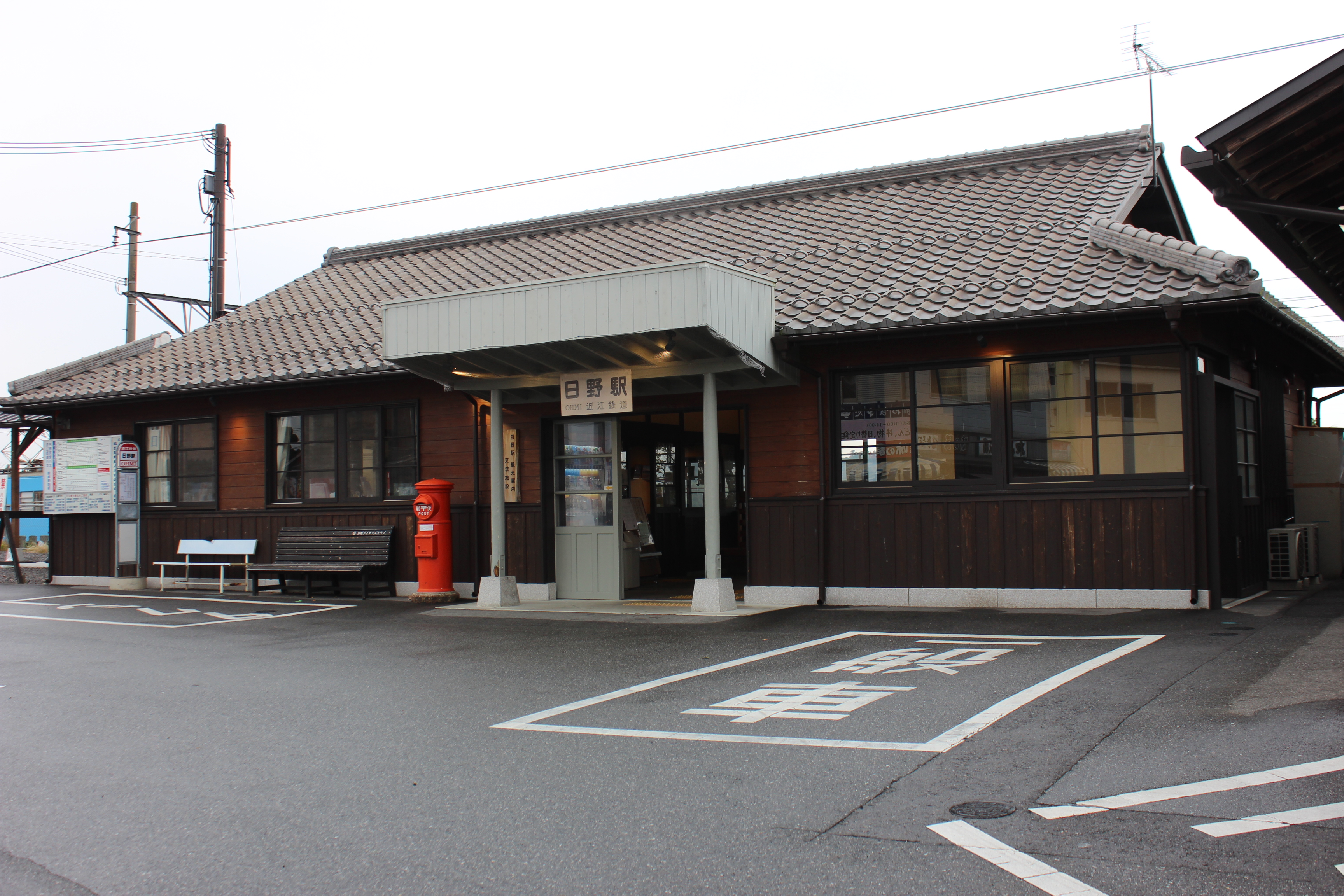
駅舎（2021年10月、改修後。別角度から）

## 利用状況
近年の1日平均乗車人員の推移は下記のとおり。(日野町データ集-ポケット統計ひの　2019より)
| 年度   | 一日平均 乗車人員 |
| ------ | ----------------- |
| 2004年 | 457               |
| 2005年 | 490               |
| 2006年 | 516               |
| 2007年 | 527               |
| 2008年 | 539               |
| 2009年 | 532               |
| 2010年 | 542               |
| 2011年 | 519               |
| 2012年 | 499               |
| 2013年 | 460               |
| 2014年 | 481               |
| 2015年 | 461               |
| 2016年 | 451               |
| 2017年 | 470               |
| 2018年 | 473               |

## 駅周辺

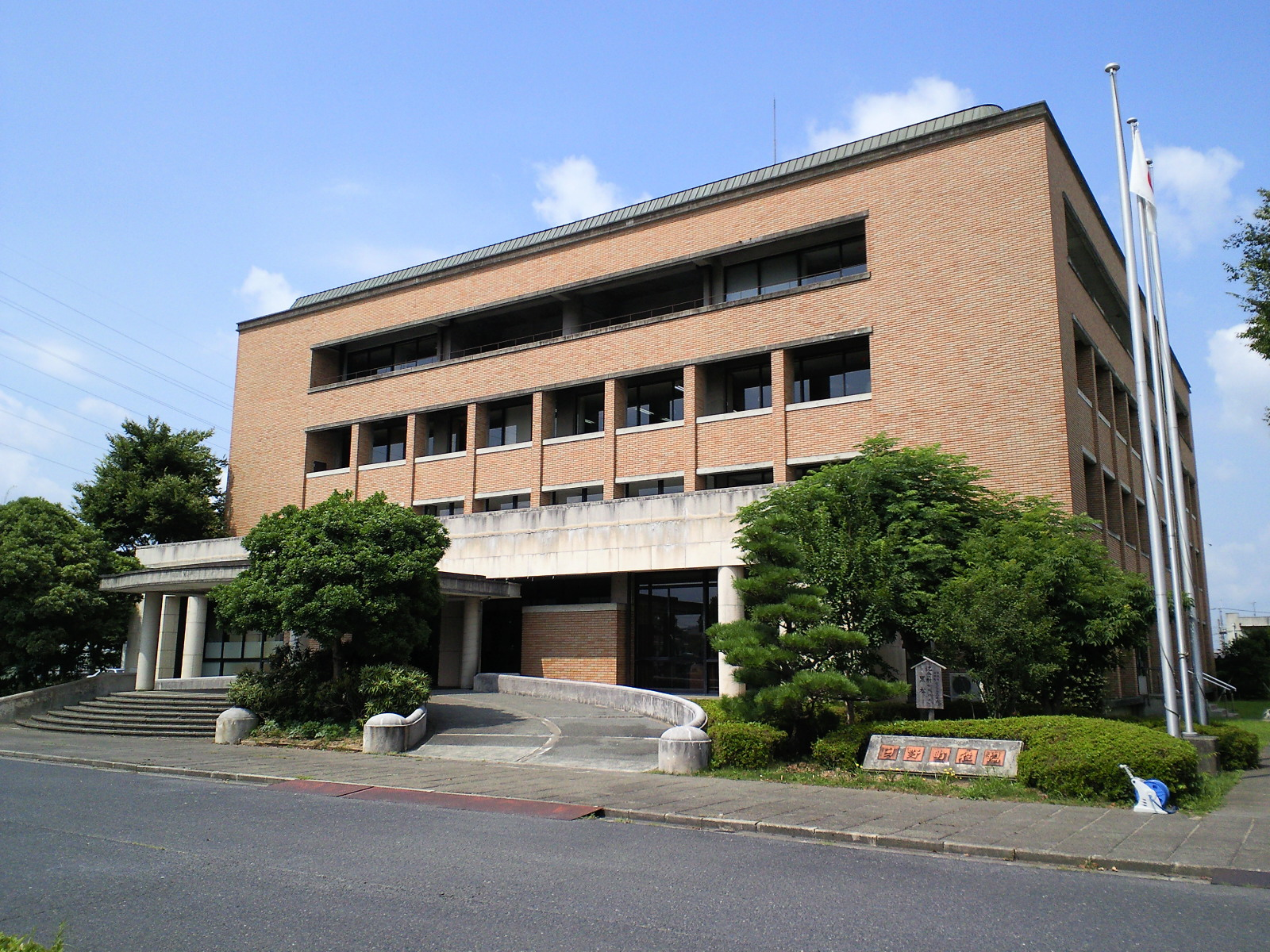
日野町役場

駅自体は日野町の西の外れにあり、町の中心部（日野町役場・町民会館（愛称：わたむきホール虹）・近江日野郵便局があり、国道307号が通る所）からは2 kmほど離れている。なお、駅の西側は田園地帯で、住宅地は駅舎のある東側に向かって広がっている。ちなみに、近江日野商人館・馬見岡綿向神社・滋賀農業公園ブルーメの丘などの観光地や日野川ダムは駅東側にあるが、何れも駅からやや離れている。
- 東近江警察署必佐警察官駐在所
- テクノ高槻 日野事業所 - 医療機器製造・販売業
- ひのでファーム[17] - 観光農園を兼ねる農業施設
- 内池郵便局
- JAグリーン近江 日野西支店
- 日野町立必佐小学校
- 必佐幼稚園
- 必佐学区学童保育所太陽の子
- 内池公園
- 照光寺
- 円融寺
- 鈴休神社
- 国道477号
- 滋賀県道183号日野徳原線
- 日野商人街道
- 御代参街道
- 日野川
- 出雲川

## バス路線
駅前ロータリーに「日野駅」停留所があり、路線バスと町営バス（コミュニティバス）が発着する。
近江鉄道バス
- 日八線
  - 近江八幡駅南口 / 北畑口

日野町営バス
- 鎌掛線
  - 鎌掛
- 中山線
  - 中山
- 南比線
  - 日野駅（深山口・上駒月方面循環）
- 湖南サンライズ線
  - 日野記念病院前

備考
- 近江鉄道バス
  - 日中時間帯に運行する便は、近江鉄道線の上下方向各列車と接続が取られるダイヤとなっている（※近江鉄道線の列車が当駅で列車交換を行うため）。
  - 「近江八幡駅南口」発着として運行する便の一部は、当停留所を始終着とする。
- 日野町営バス
  - 各路線とも、平日と土曜のみ運行するが、祝日・お盆（8月14日 - 16日）・年末年始（12月31日 - 翌年1月3日）となる場合は運休する。

## その他
- 1986年から1996年に八日市 - 貴生川間ではレールバス（LE10形）が運行されていたが、それにあわせて当駅にレールバスの基地が設けられていた。現在もその名残で構内は広く、屋根の付いた車庫も残されている。
- 当駅の窓口では硬券が日常的に用いられている。

## 隣の駅
近江鉄道
■本線（水口・蒲生野線）
朝日野駅（OR31） - 日野駅（OR32） - 水口松尾駅（OR33）

### 記事本文